# Kadettenhaus Stolp

Kön. Cadetten-Haus zu Stolpe, 1793

Das Königliche Cadetten-Haus war eine Bildungseinrichtung in Stolp (zur Zeit der Gründung auch „Stolpe“) in Hinterpommern. Es wurde 1769 gegründet und 1811 nach Potsdam verlegt.

## Geschichte
Am 1. Juni 1769 wurde ein Kadettenhaus in der Langen Straße gegenüber dem Schloss eröffnet. Es sollte eine Bildungsstätte für Söhne aus verarmten Landadelsfamilien sein, von denen viele ihre Väter im Siebenjährigen Krieg verloren hatten. Die Gründung geschah auf Initiative von König Friedrich II. Dieser wollte den bisherigen verrohten Zustand von Militäranwärtern aus Hinterpommern sittlich und bildungsmäßig heben. Anfangs gab es Plätze für 48 Schüler.
1777/78 wurden an das bestehende Gebäude zwei weitere angebaut, sodass die Anzahl der Schüler auf 96 steigen konnte. 1811 wurde die Einrichtung auf königlichen Erlass nach Potsdam verlegt (das dortige Kadettenhaus war zuvor nach Berlin umgezogen).
Danach wurde in den Gebäuden ein Invalidenhaus eingerichtet, das 1920 noch bestand. Heute gibt es sie wahrscheinlich nicht mehr.

## Strukturen
Schüler
Die Schüler kamen meist aus verarmten adligen Familien der Kreise Lauenburg, Rummelsburg, Bütow und Stolpe in Hinterpommern, einzelne aus Brandenburg, Schlesien oder Polen. Für sie war der gesamte Aufenthalt kostenlos. Insgesamt gab es 907 dieser effektiven Kadetten, von denen lediglich fünf nichtadliger Herkunft waren. Daneben gab es 58 Pensionäre, Söhne aus wohlhabenden Familien, die nur freie Plätze bekommen konnten, wenn es keine weiteren Anwärter mehr gab, und die für den Aufenthalt und Unterricht bezahlten. Die Jungen waren bei Beginn zwischen acht und zehn Jahren alt.
Unterricht
Es gab (spätestens seit 1778) sechs Klassen. In den beiden unteren wurden Religion, Lesen, Schreiben, Rechnen, Erdkunde und Geschichte unterrichtet. In den vier oberen gab es Schönschreiben, Rechtschreibung, Briefstil, Geometrie und Französisch, sowie Tanzen (und Fechten?).
Die Lehrer (Informatoren) waren meist Theologen nach Abschluss ihres Studiums (Candidaten der Theologie). Sie unterrichteten jeweils acht Schüler in fast allen Fächern, für Französisch und Tanzen gab es jeweils einen eigenen Lehrer.
Absolventen
Die meisten Schüler traten nach dem Abschluss in die Preußische Armee ein und schlugen dort eine Laufbahn als Offizier, selten als Fähnrich, ein. Einige wenige mussten die Schule wegen Untauglichkeit wieder verlassen, einzelne starben.

## Persönlichkeiten
Leiter
- Hauptmann von Kötteritz, bis 1773/74
- Hauptmann Eckard, ab 1774, bürgerlicher Herkunft
- Hauptmann Friedrich Wilhelm Ludwig von Dedenroth (1750–1797), seit 1795
- Major von Proeck, Kommandeur bis 1806
- Major von Bonin, Kommandeur bis 1810
- Major Friedrich Marschall von Bieberstein, 1810 bis 1811